# Sportspegeln
Sportspegeln är ett sportnyhetsprogram som visas i SVT (SVT1) varje söndag. Övriga veckodagar i SVT sänds systerprogrammet Sportnytt. Premiären var den 6 januari 1961 med Sven Plex Petersson som programledare. Den första vinjetten var animerad. Mellan september 1983 och november 2017 sändes en barnversion, Lilla Sportspegeln en gång i veckan.
Den 6 januari 2011 visade SVT2 jubileumssändningen Sportspegeln 50 år som innehöll gamla inslag ur programmets 50-åriga historia, intervjuer med gamla programledare och ett bakomreportage kring inspelningen av Sportspegelprogrammet från 21 november 2010. Sedan följde Jubileumssportspegeln med André Pops och gamla programledare som gäster.

## Inslag i första programmet 1961
- Längdskidåkning (Limaloppet)
- Alpin skidåkning (Svenska skidlandslagets träningsläger i Vemdalen)
- Bandy: Västerås SK-Sandslåns SK
- Ishockey på Nya Ullevi: Sverige-Sovjetunionen[4]

## Andra berömda inslag
- Sverige-Kanada i ishockey 1961, spelarslagsmål leder till sådan kalabalik att poliskonstaplar får rycka in [4]
- Först med meddelandet att Ingmar Johansson skulle sluta boxas 1963 [4]
- Göran Zachrissons reportage om bland andra Björn Borg och Ingemar Stenmark under 1970- och 80-talen [4]
- Sport under Bosnienkriget (1993), intervju med skridskoåkaren Slavenko Likić och hans dröm om att delta vid olympiska tävlingarna 1994 i Lillehammer [4]
- Thomas Fogdö [4]
- Reportage inför olympiska sommarspelen 2008 i Peking [4]

## Profiler genom åren
- Rudolf "Putte" Kock
- Bengt Bedrup
- Sven "Plex" Petersson
- Bengt Grive
- Anders Bauer
- Leif Forsberg
- Lars-Gunnar Björklund
- Göran Zachrisson
- Bo Hansson
- Arne Hegerfors
- Jan Svanlund
- Ingvar Oldsberg
- Janne Lorentzon
- Kjell Andersson
- Ann-Britt Ryd Pettersson
- Pia Erlandsson
- Agne Jälevik
- Mats Nyström
- Katarina Hultling
- Jane Björck
- Jens Lind
- Marie Lehmann
- André Pops
- Staffan Lindeborg
- Christer Ulfbåge